# Centropodinae
I Centropodini (Centropodinae Horsfield, 1823), comunemente detti cucal o cuculi fagiano, sono una sottofamiglia di uccelli cuculiformi della famiglia Cuculidae, a cui appartiene il solo genere Centropus. Talvolta vengono classificati nella famiglia separata dei Centropodidae.

## Descrizione
I cucal posseggono un lungo artiglio su una delle dita posteriori (l'alluce); da questa particolarità deriva sia il nome comune (dalla fusione delle parole francesi coucou, cuculo, e alouette, allodola, in quanto l'artiglio somiglia proprio a quello dell'allodola), sia il nome del genere e della sottofamiglia (dalle parole greche kentron, punta, e pous, piede). Oltre all'artiglio, in ciascun piede c'è anche un piccolo sperone.
I cucal non sono parassiti di cova. Costruiscono il proprio nido nella fitta vegetazione.
Si cibano di insetti e di piccoli uccelli e mammiferi.

## Tassonomia
Il genere è suddiviso in 28 specie, più una fossile:
- Cucal testacamoscio (Centropus milo)
- Cucal bianconero (Centropus ateralbus)
- Cucal nero maggiore (Centropus menbeki)
- Cucal di Biak (Centropus chalybeus)
- Cucal rossiccio (Centropus unirufus)
- Cucal beccoverde (Centropus chlororhynchus)
- Cucal faccianera (Centropus melanops)
- Cucal monaco (Centropus steerii)
- Cucal ditacorte (Centropus rectunguis)
- Cucal baio (Centropus celebensis)
- Cucal del Gabon (Centropus anselli)
- Cucal golanera (Centropus leucogaster)
- Cucal del Senegal (Centropus senegalensis)
- Cucal testablu (Centropus monachus)
- Cucal codarame (Centropus cupreicaudus)
- Cuculo fagiano dai sopraccigli bianchi (Centropus superciliosus)
- Cucal di Burchell (Centropus burchellii)
- Cucal di Giava (Centropus nigrorufus)
- Cucal maggiore (Centropus sinensis)
- Cuculo fagiano malgascio (Centropus toulou)
- Cucal golia (Centropus goliath)
- Cucal nerastro (Centropus grillii)
- Cucal delle Filippine (Centropus viridis)
- Cucal minore (Centropus bengalensis)
- Cucal violaceo (Centropus violaceus)
- Cucal nero minore (Centropus bernsteini)
- Cucal fagiano (Centropus phasianinus)
- Cucal bruno (Centropus andamanensis)
- † (Centropus collosus)